# Miris
Miris är ett släkte av insekter. Miris ingår i familjen ängsskinnbaggar.
Släktet innehåller bara arten Miris striatus.